# رومان فوستی
رومان فوستی (انگلیسی: Roman Fosti؛ زادهٔ ۶ ژوئن ۱۹۸۳) دونده دو نیمه‌استقامت و استقامت اهل استونی است.